# James C. Wang
James C. Wang (phát âm tiếng Anh: /ʤeɪmz 'si: wæŋ/) là giáo sư Đại học Harvard, sinh ở Trung Quốc, di cư sang Hoa Kỳ từ Đài Loan, được nhắc tới vì là người đầu tiên trên thế giới phát hiện ra enzym topoisomerase.

## Tiểu sử
- Wang vốn có tên theo tiếng Trung Quốc là 王倬 (tiếng Anh: Wang Wei, phát âm: Wáng Zhuō), sinh ngày 18 tháng 11 năm 1936 tại tỉnh Giang Tô. Ngót một năm sau khi Wang sinh ra, thì cuộc chiến tranh Trung-Nhật bùng nổ, mẹ Wang mất trong cuộc chiến tranh này. Cha Wang tái hôn rồi chuyển cả gia đình sang Đài Loan vào năm 1949.
- Khi là học sinh ở Đài Bắc, Wang muốn theo Y học, nhưng người cha lại hướng cho anh trở thành kỹ sư. Vì yêu thích hóa học, nên Wang quyết định theo học ngành kỹ thuật hóa chất.
- Wang tốt nghiệp đại học (bằng cử nhân) vào năm 1959 tại trường Đại học Quốc gia Đài Loan. Sau đó ít lâu trở thành đó trợ giảng ở đây cho đến năm 1960.
- Khoảng cuối năm 1960, Wang đến Hoa Kỳ theo đuổi ngành Hóa học, đạt bằng thạc sĩ của Đại học South Dakota vào năm 1961. Ông đạt học vị tiến sĩ tại tiến sĩ ở Đại học Missouri vào năm 1964. Sau đó, ông trở thành nhà nghiên cứu của Viện Công nghệ California tại Berkeley từ 1966 đến 1977.
- Khoảng cuối năm 1977, ông chuyển sang công tác tại Đại học Harvard. Ở đây, ông được phong làm Giáo sư Hóa sinh và Sinh học Phân tử Mallinckrodt vào năm 1988. Ông làm việc chủ yếu ở đây với chức danh này cho đến khi nghỉ hưu năm 2006.[3]

## Sự nghiệp

### Đóng góp chính
- Ngoài công tác giảng dạy, ông còn có nhiều nghiên cứu cá nhân hoặc cộng tác với nhiều nhà khoa học khác, trong đó có Francis Crick.[4]
- Ông còn có đóng góp cho khoa học Đài Loan.
- Công lao lớn nhất của J.C. Wang cho khoa học là khám phá topoisomerase đầu tiên trên thế giới và đề xuất cơ chế cho hoạt động của nó trong những năm đầu của thập niên 1970. Ông cũng nghiên cứu cấu hình phức tạp của DNA, góp phần giải thích cấu trúc của xoắn kép, siêu xoắn của phân tử di truyền này.

### Vinh danh
Để ghi nhận những đóng góp cho khoa học, J.C. Wang đã được phong tặng nhiều danh hiệu và giải thưởng.
- Viện sĩ Viện Hàn lâm Sinica, Đài Bắc (1982).
- Giải thưởng khoa học quốc gia Hoa Kỳ về Sinh học phân tử (1983).
- Viện sĩ Học viện Nghệ thuật và Khoa học Hoa Kỳ (1984).
- Viện sĩ Viện Khoa học Quốc gia năm 1986.
- Giải thưởng cựu sinh viên xuất sắc của Học viện Nghệ thuật và Khoa học Đại học Missouri (1991).
- Giải thưởng Giảng viên xuất sắc của Đại học Lehigh (1991).
- Danh hiệu nhà khoa học Trung Quốc xuất sắc nhất từ Hiệp hội các khoa học Hồng Kông (1991).
- Viện sĩ Viện Hàn lâm Khoa học Thế giới thứ ba.[3]